# Моріс Кув де Мюрвіль
Моріс Кув де Мюрвіль (фр. Maurice Couve de Murville фр.: [mɔʁis kuv də myʁvil, moʁ-]; нар. 24 січня 1907 — пом. 24 грудня 1999) — французький дипломат і політик, міністр закордонних справ з 1958 по 1968 рік і прем'єр-міністр з 1968 по 1969 рік під час президентства генерала де Голля.

## Життєпис
Кув де Мюрвіль почав працювати інспектором у фінансовому відомстві в 1930 році, а в 1940 став директором із зовнішніх фінансів режиму Віші. У березні 1943 року, після американської висадки в Північній Африці, він був одним з небагатьох високопоставлених чиновників Віші що приєдналися до Вільної Франції. Він поїхав до Алжиру, через Іспанію, де він приєднався до генерала Анрі Жиро. 7 червня 1943 він був призначений комісаром фінансів Французького комітету національного визволення (CFLN). Кілька місяців потому, він приєднався до генерала Шарля де Голля. У лютому 1945 року він став членом Тимчасового уряду Французької Республіки (GPRF).
Після війни, він займав кілька дипломатичних посад таких, як французький посол у Каїрі (з 1950 по 1954), в НАТО (1954), в Вашингтоні (з 1955 по 1956) і в Бонні (з 1956 по 1958). Коли генерал де Голль повернувся до влади в 1958 році він став міністром закордонних справ, пост, який він зберіг протягом десяти років, аж до перестановки, яка відбулася за подіями травня 1968 року, де він замінив міністра фінансів Мішеля Дебре, займаючи цей пост лише короткий час: незабаром після виборів, він став перехідним прем'єр-міністром, замінивши Жоржа Помпіду. На наступний рік його змінив Жак Шабан-Дельмас.
Кув де Мюрвіль продовжував свою політичну кар'єру спочатку як заступник Союзу демократів на захист Республіки(UDR), депутата до 1986 року, та сенатора до 1995 року.
Архієпископ Моріс Ноель Леон Кув де Мюрвіль, римсько-католицький почесний архієпископ Бірмінгема (1929—2007), був його двоюрідний брат.

## Опубліковані роботи
- Une politique étrangère, 1958—1969 (1971). ISBN невідомо
- Le Monde en face (1989). ISBN 2-259-02222-7